# Stellenplan
Der Stellenplan ist im Personalwesen ein Organisationsmittel, das alle genehmigten und zur Stellenbesetzung freigegebenen Stellen einer Organisationseinheit enthält.

## Allgemeines
Als Organisationseinheiten kommen Unternehmen mit ihren Geschäftsbereichen und Abteilungen oder die öffentliche Verwaltung (Behörden) in Betracht. Stellenpläne sind als Unterart der Planung eine Sollvorgabe und können in ein Organigramm integriert werden. Der Stellenbesetzungsplan dagegen zeigt, ob und mit welchen Mitarbeitern die im Stellenplan ausgewiesenen Stellen tatsächlich besetzt sind. Der Begriff Stellenplan kommt vor allem in der öffentlichen Verwaltung vor, die detaillierte Vorschriften hierüber kennt.

## Rechtsfragen
Stellenplan ist ein Rechtsbegriff, denn nach § 9 Abs. 1 PostPersRG stellt das Postnachfolgeunternehmen (Deutsche Post AG, Deutsche Bank AG, Deutsche Telekom AG) für jedes Geschäftsjahr im Voraus einen Stellenplan auf, der der Genehmigung des Bundesministeriums der Finanzen bedarf.

## Öffentlicher Dienst
Der Stellenplan ist im öffentlichen Dienst (öffentliche Verwaltung, Bundeswehr, Gerichte) eine graphische oder tabellarische Übersicht über den Sollbestand an Stellen nach Art, Anzahl und Bewertung sowie über die derzeit besetzten Stellen. Die Stellen für die Beschäftigten im öffentlichen Dienst werden in einem Stellenplan zusammengefasst, der als Anlage dem Haushaltsplan beizufügen ist (§ 14 Abs. 1 Nr. 3 BHO. Damit ist der Stellenplan Bestandteil des Haushaltsplans. Abweichungen vom Stellenplan sind deshalb nur möglich, wenn sie durch Haushaltsgesetz oder Haushaltsplan ausdrücklich zugelassen sind. In Stellenplänen sind Beamte und Arbeitnehmer (Angestellte und Arbeiter) zu berücksichtigen (§ 11 Abs. 1 Nr. 3 HGrG).
Die im Haushaltsplan ausgebrachten Planstellen für „planmäßige Beamte“ bilden den Stellenplan. Planstellen sind gemäß § 17 Abs. 5 BHO nach Besoldungsgruppen und Amtsbezeichnungen im Haushaltsplan auszubringen. Sie dürfen nur für Aufgaben eingerichtet werden, zu deren Wahrnehmung die Begründung eines Beamtenverhältnisses zulässig ist und die in der Regel Daueraufgaben sind. Der Stellenplan dient der Bewirtschaftung des Personalhaushaltes für die Vergangenheit, Gegenwart und Zukunft und ist somit vorrangig ein personalwirtschaftliches Instrument.
Der Haushaltsplan besteht gemäß § 1 Abs. 1 GemHVO-Doppik aus Gesamthaushalt, Teilhaushalten und Stellenplan. Der Stellenplan ist gemäß § 114b Abs. 3 Satz 2 HessGO Teil des Haushaltsplans einer Kommune. Er wird vom Vertretungsorgan beschlossen und bildet die Grundlage für die Personalwirtschaft der Kommune. Im Stellenplan sind die im Haushaltsjahr erforderlichen Stellen der Beamten und der nicht nur vorübergehend eingestellten Arbeitnehmer auszuweisen (§ 5 Abs. 1 GemHVO-Doppik). Die Höhe der Personalkosten des Haushaltsjahres orientiert sich wesentlich an den im Stellenplan ausgewiesenen Stellen. Der Stelleninhaber besitzt keinen Rechtsanspruch auf die im Stellenplan ausgewiesene Entgeltgruppe, vielmehr dürfen die Stelleninhaber auch mit einer niedrigeren Arbeitsentgelt beschäftigt werden (§ 5 Abs. 4 GemHVO-Doppik).
Gemäß § 80 Abs. 3 NGO stellen die Gemeinden einen Stellenplan auf, der einzuhalten ist. Er weist die erforderlichen Stellen der Beamten, denen ein Amt verliehen ist (Planstellen) und der weiteren, nicht nur vorübergehend beschäftigten Angestellten und Arbeiter (andere Stellen) aus. Kommunale Eigen- und Regiebetriebe haben keinen eigenen Stellenplan, ihre Stellen sind Teil des Stellenplanes ihres Trägers. 
Aus dem Stellenplan leiten sich die konkreten Planstellen ab. Die Zahl der einzelnen Planstellen darf nicht überschritten werden, weshalb eine Überbesetzung nicht möglich ist. Eine Unterbesetzung dagegen bedeutet, dass bestimmte Planstellen zwar vorhanden, aber (noch) nicht besetzt sind. Stellenpläne weisen sowohl freie und besetzbare Stellen als auch besetzte Stellen sowie Abordnungen (bei Soldaten: Kommandierungen) aus.

## Privatwirtschaft
Eine Stelle ist in Unternehmen eine Organisationseinheit, der genau eine Person – genannt Stelleninhaber – zugeordnet ist. Sämtliche Stellen sind in einem Stellenplan zusammengefasst. Die Darstellung der Abteilungen und Instanzen mit Hierarchien ist der wesentliche Inhalt des Stellenplans. Dabei legt der Umfang der Betriebsgröße auch den Umfang des Stellenplans fest. In diesem Zusammenhang kann die Personalbedarfsplanung durch zwei Methoden erfolgen. Soll der Personalbedarf nach der Stellenplanmethode ermittelt werden, müssen aktuelle Stellenpläne und Stellenbeschreibungen mit Anforderungsprofilen vorliegen. Diese Methode wird häufig bei der Bedarfsermittlung für Führungskräfte oder  Forschungs- und Verwaltungskräften verwendet. Die Arbeitsplatzmethode kann verwendet werden, wenn der Personalbedarf unabhängig vom tatsächlichen Arbeitsanfall ermittelt werden muss (Pförtner, Nachtwächter oder Kontrollkräfte).
Die meisten mittelständischen Unternehmen verwenden zur Personalbedarfsplanung die Budgetierung, es folgen Stellenplan und Kennzahlenverfahren.

## Stellenbesetzungsplan und Stellenbewertungsplan
Der Stellenbesetzungsplan wird auf der Grundlage des Stellenplans erstellt und gibt die Ist-Situation wieder. Ihm folgt die Stellenbewertung, die in einen Stellenbewertungsplan aufgenommen wird. Er gibt über den Stellenplan hinaus Auskunft über den monetären Wert der Stelle für das Unternehmen, also die tariflichen und außertariflichen Einstufungen der Stelle.